# Dorothy Todd
Dorothy Todd (1883-1966) est une rédactrice en chef de magazine britannique. Elle est rédactrice en chef de la version britannique de Vogue de 1922 à 1926.

## Biographie
Dorothy Elsie Frances Todd naît le 1er mai 1883 à Kensington,. Elle est la fille de Christopher Todd, riche promoteur immobilier vivant et travaillant à Londres et de Ruthella Hetherington, seconde épouse de Todd, veuf d'un premier mariage.
La famille, écrit Lisa Cohen dans All We Know: Three Lives, « vivait dans l'une de ses plus grandes propriétés, une grande maison sur la nouvelle Cromwell Road ». Après la mort de Christopher en 1892, Ruthella sombre dans l'alcoolisme et dépense la majeure partie de ce qu'il a laissé derrière lui, privant ses enfants de cet héritage,.
En 1905, Dorothy Todd donne naissance à Paris à une fille, Dorothy « Helen » Todd, dont la paternité est inconnue et est probablement le résultat d'un abus sexuel. Dorothy Todd présente publiquement sa fille comme étant sa nièce. Helen vit souvent avec sa mère Dorothy et les diverses petites amies de cette dernière dans sa jeunesse et est envoyée à l'université d'Oxford à la fin des années 1920. Dorothy Todd ne reconnaît publiquement sa fille que lorsque cette dernière a 42 ans.
Affectueusement connue sous le nom de « Dody », Dorothy Todd vit ensuite à Chelsea, à Londres, avec sa maîtresse et rédactrice de mode du British Vogue, Madge Garland (en). Leur ami Freddie Ashton produit un ballet en 1926 intitulé A Tragedy of Fashion, mettant en vedette deux personnages évoquant les figures de Todd et Garland.

### Vogue(1922-1926)
Après avoir travaillé quelque temps dans les bureaux de Condé Nast à New York, Dorothy Todd devient en 1922 la seconde rédactrice en chef de l'édition britannique de Vogue. Elle modifie le contenu du magazine, au détriment de la mode pour favoriser la littérature et l'art moderniste,. Contrairement à son prédécesseur, Elspeth Champcommunal, qui se concentrait sur la mode, les voyages et les tendances, Todd inclut des œuvres de modernistes tels que Wyndam Lewis, Gertrude Stein, Clive Bell, Virginia Woolf et Aldous Huxley. Une grande partie de « l'échec de [son] Vogue à se maintenir dans le contexte spécifique de la structure d'entreprise de Condé Nast et dans le contexte général de la culture britannique dans les années 1920 », peut probablement être attribuée à sa nature progressiste et à « son important contexte sous-culturel ».
Todd est renvoyée de Vogue par Condé Nast en 1926 dans un contexte de baisse des ventes et de désaccord avec ses supérieurs sur la ligne éditoriale très contemporaine.
Lorsque Todd envisage des poursuites pour rupture de contrat, on la menace de révéler ses « péchés privés », ce qui pourrait faire référence à son lesbianisme, mais aussi à sa fille illégitime, Helen. En 1982, Madge Garland explique que le licenciement et le chantage étaient enracinés dans l'homophobie, écrivant : « à l'époque où l'homosexualité était un délit criminel, il [Condé Nast] n'hésitait pas à utiliser la menace directe de divulgation pour éviter de payer pour un contrat rompu ».

### Publications et vie aprèsVogue
Dorothy Todd publie La Nouvelle Décoration d'intérieur avec Raymond Mortimer en 1929. L'ouvrage est dédié à Madge Garland.
Elle dirige une galerie pendant une courte période dans les années 1930, publie un essai sur le travail de Marion Dorn dans l'Architectural Review et occupe un emploi d'assistante sociale pendant la seconde Guerre mondiale.
Elle publie une traduction anglaise de Sur les Quatre Routes de Le Corbusier en 1947 et une traduction anglaise d'une biographie de Metternich en 1953.

### Vie privée
La relation la plus célèbre et sans doute la plus significative de Dorothy est celle avec l'australienne Madge Garland (1898-1990), qu'elle promeut rédactrice de mode du British Vogue alors qu'elles y travaillent ensemble. Elles vivent ensemble dans un appartement à Chelsea jusqu'à la fin des années 1920, après avoir été renvoyées de Vogue et jusqu'à ce que le contenu de l'appartement soit saisi par des huissiers pour régler les dettes de Dorothy. L'appartement est « une belle maison pour les fêtes », selon les mots de Garland, et les hôtes comprenaient Olivia Wyndham, Cecil Beaton, Florence Mills et Dorothy Wilde. La présence de Todd dans la vie de Garland est parfois dépeinte sous un jour négatif, mais Garland elle-même déclare : « D'autres personnes diront qu'elle a ruiné ma vie, qu'elle a ruiné mon mariage, qu'elle m'a fait passer un moment terrible. Au diable. Je n'ai aucun regret du tout. Elle m'a accueillie et m'a aidée. Elle m'a ouvert de nombreuses portes. J'ai remboursé l'intégralité de cette dette, parce que je l'ai soutenue plus tard dans la vie. Mais je lui devais plus que ce que je pourrai jamais rembourser ».
Vers la fin de sa vie, alors qu'elle vit à Cambridge dans les années 1960, Todd courtise une jeune Italienne qui quitte son mari pour rester avec elle.
Le journaliste français Olivier Todd et l'historien français Emmanuel Todd sont le petit-fils et l'arrière-petit-fils de Dorothy Todd.